# A szökés epizódjainak listája
Az itt látható epizódlista A szökés című amerikai televíziós sorozatának részeit tartalmazza. A sorozatot 2007-ben szerda esténként 21:15-kor sugározta az RTL Klub, gyakorlatilag 21:30-kor kezdődött a film. 2008-ban szerda, illetve június 30-tól a harmadik évadot már hétfő esténként 21:15-kor vetítette az RTL Klub. A negyedik évad szintén hétfő esténként ment 22:15-től, valamint az utolsó négy epizód péntekenként 22:15-től az RTL Klubon. 8 év  kihagyás után az 5. évadával indul újra a sorozat, amit Magyarországon a Prime adott le, nem sokkal az amerikai premier után.
A szökés televíziós sorozat 2005. augusztus 29-én kezdődött az Amerikai Egyesült Államokban. A sorozatot 4 évad után, 2009. november 27-én befejezték, majd 8 év után berendelték az 5. évadot is, amely 2017. április 4-én kezdett és 2017. május 30-án ért véget. 2018 januárjában a FOX bejelentette, hogy dolgoznak a 6. évadon, amely 2019-ben kerülhet képernyőre.

## Évadáttekintés
| Évad | Évad | Részek száma | Részek száma | Eredeti sugárzás     | Eredeti sugárzás  | Eredeti adó | Magyar sugárzás     | Magyar sugárzás      | Magyar adó |
| Évad | Évad | Részek száma | Részek száma | Évadbemutató         | Évadzáró          | Eredeti adó | Évadbemutató        | Évadzáró             | Magyar adó |
| ---- | ---- | ------------ | ------------ | -------------------- | ----------------- | ----------- | ------------------- | -------------------- | ---------- |
|      | 1.   | 22           | 22           | 2005. augusztus 29.  | 2006. május 15.   | Fox         | 2006. augusztus 23. | 2007. január 31.     |            |
|      | 2.   | 22           | 22           | 2006. augusztus 21.  | 2007. április 2.  | Fox         | 2007. augusztus 29. | 2008. január 30.     |            |
|      | 3.   | 13           | 13           | 2007. szeptember 17. | 2008. február 18. | Fox         | 2008. június 30.    | 2008. szeptember 22. |            |
|      | 4.   | 24           | 24           | 2008. szeptember 1.  | 2009. május 27.   | Fox         | 2009. június 8.     | 2009. november 27.   |            |
|      | 5.   | 9            | 9            | 2017. április 4.     | 2017. május 30.   | Fox         | 2017. április 6.    | 2017. június 1.      | Prime      |

## Első évad (2005-2006)
| Sor. | Év. | Cím                                                         | Rendező                | Író                        | Premier                                   | Nézettség    |
| ---- | --- | ----------------------------------------------------------- | ---------------------- | -------------------------- | ----------------------------------------- | ------------ |
| 1.   | 1.  | Isten hozott a börtönben (Pilot)                            | Brett Ratner           | Paul Scheuring             | 2005. augusztus 29. 2006. augusztus 23.   | 10,51 millió |
| 2.   | 2.  | Lázadás (Allen)                                             | Michael W. Watkins     | Paul Scheuring             | 2005. augusztus 29. 2006. augusztus 30.   | 10,51 millió |
| 3.   | 3.  | Álmatlanul (Cell Test)                                      | Brad Turner            | Michael Pavone             | 2005. szeptember 5. 2006. szeptember 6.   | 8,49 millió  |
| 4.   | 4.  | Édes méreg (Cute Poison)                                    | Matt Earl Beesley      | Matt Olmstead              | 2005. szeptember 12. 2006. szeptember 13. | 9,15 millió  |
| 5.   | 5.  | Öld meg Lincolnt! (English, Fitz or Percy)                  | Randall Zisk           | Zack Estrin                | 2005. szeptember 19. 2006. szeptember 20. | 7,96 millió  |
| 6.   | 6.  | Zendülők és falfúrók (Riots, Drills and the Devil (Part 1)) | Robert Mandel          | Nick Santora               | 2005. szeptember 26. 2006. szeptember 27. | 8,55 millió  |
| 7.   | 7.  | A gyanú árnyéka (Riots, Drills and the Devil (Part 2))      | Vern Gillum            | Karyn Usher                | 2005. október 3. 2006. október 4.         | 9,48 millió  |
| 8.   | 8.  | Fenyegető körülmények (The Old Head)                        | Jace Alexander         | Monica Macer               | 2005. október 24. 2006. október 11.       | 10,12 millió |
| 9.   | 9.  | Forró nyomon (Tweener)                                      | Matt Earl Beesley      | Paul Scheuring             | 2005. október 31. 2006. október 18.       | 9,01 millió  |
| 10.  | 10. | Felsőbb parancsra (Sleight of Hand)                         | Dwight H. Little       | Nick Santora               | 2005. november 7. 2006. október 25.       | 8,06 millió  |
| 11.  | 11. | Ki lesz a hunyó? (And Then There Were 7)                    | Jesús Salvador Treviño | Zack Estrin                | 2005. november 14. 2006. november 8.      | 9,58 millió  |
| 12.  | 12. | Isten keze (Odd Man Out)                                    | Bobby Roth             | Karyn Usher                | 2005. november 21. 2006. november 15.     | 10,08 millió |
| 13.  | 13. | Az alagút vége (End of the Tunnel)                          | Sanford Bookstaver     | Paul Scheuring             | 2005. november 28. 2006. november 22.     | 12,18 millió |
| 14.  | 14. | Nincs kegyelem (The Rat)                                    | Kevin Hooks            | Matt Olmstead              | 2006. március 20. 2006. november 29.      | 9,28 millió  |
| 15.  | 15. | Foggal, körömmel (By the Skin and the Teeth)                | Fred Gerber            | Nick Santora               | 2006. március 27. 2006. december 6.       | 10,07 millió |
| 16.  | 16. | A múlt árnyai (Brother's Keeper)                            | Greg Yaitanes          | Zack Estrin                | 2006. április 3. 2006. december 13.       | 8,10 millió  |
| 17.  | 17. | Őrültek háza (J-Cat)                                        | Guy Ferland            | Karyn Usher                | 2006. április 10. 2007. december 20.      | 8,12 millió  |
| 18.  | 18. | Cella-póker (Bluff)                                         | Jace Alexander         | Nick Santora & Karyn Usher | 2006. április 17. 2007. január 3.         | 8,18 millió  |
| 19.  | 19. | A kulcs (The Key)                                           | Sergio Mimica-Gezzan   | Paul Scheuring             | 2006. április 24. 2007. január 10.        | 8,63 millió  |
| 20.  | 20. | Nincs visszaút (Tonight)                                    | Bobby Roth             | Zack Estrin                | 2006. május 1. 2007. január 17.           | 8,54 millió  |
| 21.  | 21. | A nagy nap (Go)                                             | Dean White             | Matt Olmstead              | 2006. május 8. 2007. január 24.           | 9,13 millió  |
| 22.  | 22. | Hajtóvadászat (Flight)                                      | Kevin Hooks            | Paul Scheuring             | 2006. május 15. 2007. január 31.          | 10,24 millió |

## Második évad (2006-2007)
| Sor. | Év. | Cím                              | Rendező              | Író                          | Premier                                   | Nézettség    |
| ---- | --- | -------------------------------- | -------------------- | ---------------------------- | ----------------------------------------- | ------------ |
| 23.  | 1.  | Embervadászat (Manhunt)          | Kevin Hooks          | Paul Scheuring               | 2006. augusztus 21. 2007. augusztus 29.   | 9,37 millió  |
| 24.  | 2.  | Szabadítók (Otis)                | Bobby Roth           | Matt Olmstead                | 2006. augusztus 28. 2007. szeptember 5.   | 9,44 millió  |
| 25.  | 3.  | A vezércsel (Scan)               | Bryan Spicer         | Zack Estrin                  | 2006. szeptember 4. 2007. szeptember 12.  | 9,29 millió  |
| 26.  | 4.  | Nyolcból egy (First Down)        | Bobby Roth           | Nick Santora                 | 2006. szeptember 11. 2007. szeptember 19. | 8,96 millió  |
| 27.  | 5.  | A kincses térkép (Map 1213)      | Peter O'Fallon       | Karyn Usher                  | 2006. szeptember 18. 2007. szeptember 26. | 9,55 millió  |
| 28.  | 6.  | Pénzváros (Subdivision)          | Eric Laneuville      | Monica Macer                 | 2006. szeptember 25. 2007. október 3.     | 8,41 millió  |
| 29.  | 7.  | Eltemetve (Buried)               | Sergio Mimica-Gezzan | Seth Hoffman                 | 2006. október 2. 2007. október 10.        | 8,99 millió  |
| 30.  | 8.  | A nagy csel (Dead Fall)          | Vincent Misiano      | Zack Estrin                  | 2006. október 23. 2007. október 17.       | 8,53 millió  |
| 31.  | 9.  | Temetetlen múlt (Unearthed)      | Kevin Hooks          | Nick Santora                 | 2006. október 30. 2007. október 24.       | 8,94 millió  |
| 32.  | 10. | A találka (Rendezvous)           | Dwight H. Little     | Karyn Usher                  | 2006. november 6. 2007. október 31.       | 8,63 millió  |
| 33.  | 11. | Döntő bizonyíték (Bolshoi Booze) | Greg Yaitanes        | Monica Macer & Seth Hoffman  | 2006. november 13. 2007. november 7.      | 9,21 millió  |
| 34.  | 12. | Válaszút (Disconnect)            | Karen Gaviola        | Nick Santora & Karyn Usher   | 2006. november 20. 2007. november 14.     | 9,62 millió  |
| 35.  | 13. | A csapda (The Killing Box)       | Bobby Roth           | Zack Estrin                  | 2006. november 27. 2007. november 21.     | 9,62 millió  |
| 36.  | 14. | Név nélkül (John Doe)            | Kevin Hooks          | Matt Olmstead & Nick Santora | 2007. január 22. 2007. november 28.       | 9,86 millió  |
| 37.  | 15. | Az üzlet (The Message)           | Bobby Roth           | Zack Estrin & Karyn Usher    | 2007. január 29. 2007. december 5.        | 9,90 millió  |
| 38.  | 16. | Chicago (Chicago)                | Jesse Bochco         | Matt Olmstead & Nick Santora | 2005. február 5. 2007. december 12.       | 10,12 millió |
| 39.  | 17. | Rossz vér (Bad Blood)            | Nelson McCormick     | Paul Scheuring & Karyn Usher | 2005. február 19. 2007. december 19.      | 9,55 millió  |
| 40.  | 18. | Amnesztia (Wash)                 | Bobby Roth           | Nick Santora                 | 2005. február 26. 2008. január 2.         | 9,42 millió  |
| 41.  | 19. | Édes Caroline (Sweet Caroline)   | Dwight H. Little     | Karyn Usher                  | 2007. március 5. 2008. január 9.          | 9,72 millió  |
| 42.  | 20. | Üzenet Panamából (Panama)        | Vincent Misiano      | Zack Estrin                  | 2007. március 19. 2008. január 16.        | 8,40 millió  |
| 43.  | 21. | Kutyaszorítóban (Fin Del Camino) | Bobby Roth           | Matt Olmstead & Seth Hoffman | 2007. március 26. 2008. január 23.        | 8,24 millió  |
| 44.  | 22. | Önvédelem (Sona)                 | Kevin Hooks          | Paul Scheuring               | 2007. április 2. 2008. január 30.         | 8,12 millió  |

## Harmadik évad (2008)
| Sor. | Év. | Cím                                  | Rendező          | Író                             | Premier                                | Nézettség   |
| ---- | --- | ------------------------------------ | ---------------- | ------------------------------- | -------------------------------------- | ----------- |
| 45.  | 1.  | Zsarolási hadjárat (Orientación)     | Kevin Hooks      | Paul Scheuring                  | 2007. szeptember 17. 2008. június 30.  | 7,51 millió |
| 46.  | 2.  | Tűz és víz (Fire/Water)              | Bobby Roth       | Matt Olmstead                   | 2007. szeptember 24. 2008. július 7.   | 7,41 millió |
| 47.  | 3.  | A kapcsolat (Call Waiting)           | Milan Cheylov    | Zack Estrin                     | 2007. október 1. 2008. július 14.      | 7,29 millió |
| 48.  | 4.  | Beszervezés (Good Fences)            | Michael Switzer  | Nick Santora                    | 2007. október 8. 2008. július 21.      | 7,35 millió |
| 49.  | 5.  | Zavaró tényezők (Interference)       | Karen Gaviola    | Karyn Usher                     | 2007. október 22. 2008. július 28.     | 7,44 millió |
| 50.  | 6.  | Célfotó (Photo Finish)               | Kevin Hooks      | Seth Hoffman                    | 2007. november 5. 2008. augusztus 4.   | 7,69 millió |
| 51.  | 7.  | Életben maradni (Vamonos)            | Vincent Misiano  | Zack Estrin & Kalinda Vazquez   | 2007. november 5. 2008. augusztus 11.  | 8,00 millió |
| 52.  | 8.  | A tisztítótűz (Bang & Burn)          | Bobby Roth       | Christian Trokey & Nick Santora | 2007. november 12. 2008. augusztus 18. | 7,18 millió |
| 53.  | 9.  | A trónkövetelő (Boxed In)            | Craig Ross, Jr.  | Karyn Usher                     | 2008. január 14. 2008. augusztus 25.   | 7,87 millió |
| 54.  | 10. | Hatalomátvétel (Dirt Nap)            | Michael Switzer  | Matt Olmstead & Seth Hoffman    | 2008. január 21. 2008. szeptember 1.   | 7,81 millió |
| 55.  | 11. | Startra készen! (Under and Out)      | Greg Yaitanes    | Zack Estrin                     | 2008. február 4. 2008. szeptember 8.   | 7,35 millió |
| 56.  | 12. | Menny és Pokol (Hell or High Water)  | Kevin Hooks      | Nick Santora                    | 2008. február 11. 2008. szeptember 15. | 7,84 millió |
| 57.  | 13. | Lezáratlan ügy (The Art of the Deal) | Nelson McCormick | Matt Olmstead & Seth Hoffman    | 2008. február 18. 2008. szeptember 22. | 7,40 millió |

## Negyedik évad (2009)
| Sor. | Év. | Cím                                      | Rendező           | Író                                | Premier                                 | Nézettség   |
| ---- | --- | ---------------------------------------- | ----------------- | ---------------------------------- | --------------------------------------- | ----------- |
| 58.  | 1.  | Visszatérés (Scylla)                     | Kevin Hooks       | Matt Olmstead                      | 2008. szeptember 1. 2009. június 8.     | 6,53 millió |
| 59.  | 2.  | Az ütőkártya (Breaking & Entering)       | Bobby Roth        | Zack Estrin                        | 2008. szeptember 1. 2009. június 15.    | 6,53 millió |
| 60.  | 3.  | Labirintus (Shut Down)                   | Milan Cheylov     | Nick Santora                       | 2008. szeptember 8. 2009. június 22.    | 6,36 millió |
| 61.  | 4.  | Sasok és angyalok (Eagles & Angels)      | Michael Switzer   | Karyn Usher                        | 2008. szeptember 15. 2009. június 29.   | 5,79 millió |
| 62.  | 5.  | Csend béke nélkül (Safe & Sound)         | Karen Gaviola     | Seth Hoffman                       | 2008. szeptember 22. 2009. július 6.    | 5,84 millió |
| 63.  | 6.  | A halál árnyékában (Blow Out)            | Bryan Spicer      | Kalinda Vazquez                    | 2008. szeptember 29. 2009. július 13.   | 5,28 millió |
| 64.  | 7.  | Az ötödik elem (Five the Hard Way)       | Garry A. Brown    | Christian Trokey                   | 2008. október 6. 2009. július 20.       | 5,37 millió |
| 65.  | 8.  | A hatodik kártya (The Price)             | Bobby Roth        | Graham Roland                      | 2008. október 20. 2009. július 27.      | 5,45 millió |
| 66.  | 9.  | Az áldozat (Greatness Achieved)          | Jesse Bochco      | Nick Santora                       | 2008. november 3. 2009. augusztus 3.    | 5,23 millió |
| 67.  | 10. | A titok nyitja (The Legend)              | Dwight H. Little  | Karyn Usher                        | 2008. november 10. 2009. augusztus 10.  | 5,38 millió |
| 68.  | 11. | Néma riasztás (Quiet Riot)               | Kevin Hooks       | Seth Hoffman                       | 2008. november 17. 2009. augusztus 17.  | 5,52 millió |
| 69.  | 12. | Tiszta lappal (Selfless)                 | Michael Switzer   | Kalinda Vazquez                    | 2008. november 24. 2009. augusztus 24.  | 5,25 millió |
| 70.  | 13. | Végső megoldás (Deal or No Deal)         | Bobby Roth        | Christian Trokey                   | 2008. december 1. 2009. augusztus 31.   | 5,84 millió |
| 71.  | 14. | Tiszta üzlet (Just Business)             | Mark Helfrich     | Graham Roland                      | 2008. december 8. 2009. szeptember 7.   | 5,40 millió |
| 72.  | 15. | Látomás (Going Under)                    | Karen Gaviola     | Zack Estrin                        | 2008. december 15. 2009. szeptember 14. | 5,37 millió |
| 73.  | 16. | Piszkos módszerek (The Sunshine State)   | Kevin Hooks       | Matt Olmstead & Nicholas Wootton   | 2008. december 22. 2009. szeptember 21. | 4,98 millió |
| 74.  | 17. | Célkeresztben (The Mother Lode)          | Jonathan Glassner | Seth Hoffman                       | 2009. április 17. 2009. szeptember 28.  | 3,34 millió |
| 75.  | 18. | Szemtől szemben (VS.)                    | Dwight H. Little  | Christian Trokey & Kalinda Vazquez | 2009. április 24. 2009. október 5.      | 3,06 millió |
| 76.  | 19. | Női fortély (S.O.B.)                     | Garry A. Brown    | Karyn Usher                        | 2009. május 1. 2009. október 12.        | 3,20 millió |
| 77.  | 20. | Végső csere (Cowboys & Indians)          | Milan Cheylov     | Nick Santora                       | 2009. május 8. 2009. október 30.        | 2,99 millió |
| 78.  | 21. | Lehetetlen küldetés (Rate of Exchange)   | Bobby Roth        | Zack Estrin                        | 2009. május 15. 2009. november 6.       | 3,32 millió |
| 79.  | 22. | Szabadon (Killing Your Number)           | Kevin Hooks       | Matt Olmstead & Nicholas Wootton   | 2009. május 15. 2009. november 20.      | 3,32 millió |
| 80.  | 23. | A szabadság ára (The Old Ball and Chain) | Brad Turner       | Nick Santora & Seth Hoffman        | 2009. május 27. 2009. november 27.      |             |
| 81.  | 24. | A szabadság ára (Free)                   | Kevin Hooks       | Zack Estrin & Karyn Usher          | 2009. május 27. 2009. november 27.      |             |

## Ötödik évad (2017)
| Sor. | Év. | Cím                                         | Rendező          | Író                              | Premier                             | Nézettség   |
| ---- | --- | ------------------------------------------- | ---------------- | -------------------------------- | ----------------------------------- | ----------- |
| 82.  | 1.  | Ogügié (Ogygia)                             | Nelson McCormick | Paul Scheuring                   | 2017. április 4. 2017. április 6.   | 3,83 millió |
| 83.  | 2.  | Kaniel Outis (Kaniel Outis)                 | Maja Vrvilo      | Paul Scheuring                   | 2017. április 11. 2017. április 13. | 3,18 millió |
| 84.  | 3.  | A hazug (The Liar)                          | Maja Vrvilo      | Josh Goldin és Rachel Abramowitz | 2017. április 18. 2017. április 20. | 2,44 millió |
| 85.  | 4.  | A fogoly dilemmája (The Prisoner's Dilemma) | Guy Ferland      | Michael Horowitz                 | 2017. április 25. 2017. április 27. | 2,75 millió |
| 86.  | 5.  | Eshetőség (Contingency)                     | Guy Ferland      | Vaun Wilmott                     | 2017. május 2. 2017. május 4.       | 2,35 millió |
| 87.  | 6.  | Phaiákia (Phaeacia)                         | Kevin Tancharoen | Michael Horowitz                 | 2017. május 9. 2017. május 11.      | 2,37 millió |
| 88.  | 7.  | Bíborvörös tenger (Wine Dark Sea)           | Kevin Tancharoen | Vaun Wilmott                     | 2017. május 16. 2017. május 18.     | 2,41 millió |
| 89.  | 8.  | Utódok (Progeny)                            | Nelson McCormick | Michael Horowitz                 | 2017. május 23. 2017. május 25.     | 1,90 millió |
| 90.  | 9.  | A szemek mögött (Behind the Eyes)           | Nelson McCormick | Paul Scheuring                   | 2017. május 30. 2017. június 1.     | 2.30 millió |

## Érdekességek
1 Phaeacia vagy más néven ''Scheria'', egy sziget a görög mitológiában. Homérosz az Odüsszeia című eposzban említi meg Odüsszeusz utolsó állomásaként, mielőtt hazatér.

2 A "Borsötét tenger" szintén utalás Homéroszra, aki ezt a jelzőt használta műveiben.
Ezek mind hasonlatok Michaelre, aki hasonló utat jár be mint Odüsszeusz. (felesége otthon, hosszú, és veszélyes hazaút, amiben társai segítik)

## Speciális epizódok
| 1 | "Behind the Walls"    | Mark Thompson  | 2005. október 11.    |
| Egy speciális epizód, mely az első hét részt foglalja magába, beleértve a kulisszatitkokat és az interjúkat a színészekkel. A műsorról és a főszereplőkről adnak háttérinformációkat. |                       |                |                      |
| 2 | "The Road to Freedom" | John Leader    | 2007. január 8.      |
| A második speciál körülbelül 23 perces. A második évad 14. epizódja előtt sugározták, tartalmazta az évad első 13 részének bemutatását, egy előzetest a hátralévő epizódokról és interjúkat Wentworth Millerrel, Dominic Purcell-el, Sarah Wayne Callies-szel, William Fichtnerrel, Wade Williams-szel, Paul Adelsteinnel, Robert Knepperrel és Silas Weir Mitchell-el.                                   |                       |                |                      |
| 3 | "Access All Areas"    | Amanda Byram   | 2007. szeptember 23. |
| A harmadik speciált a Sky One sugározta az Egyesült Királyságban. A film betekintést nyújt mindhárom évadba és a készítés körülményeibe. Rövidebb-hosszabb riportok a színészekkel. |                       |                |                      |
| 4 | "The Final Break"     | Paul Scheuring | 2009. május 27.      |
| A szabadság ára a negyedik évad két extra epizódjából készült 83 perces film, amit nem tűzött műsorra az amerikai Fox csatorna. Először úgy volt, hogy kizárólag DVD-n jelenik meg 2009. július 21-én, de mint később kiderült, a brit Sky1 csatorna leadta május 27-én. Egy izraeli adó pedig már május 24-én műsorra tűzte. A film a fináléban történő négyéves ugrást megelőző eseményeket mutatja be. |                       |                |                      |